# Feyli-lurer
Feyli-lurer (persiska: لرهای فیلی) är en grupp lurer som lever i västra Iran och i östra Irak. Språket de talar är feyli-luriska.

## Historia från 1600-talet och framåt
Under de 200 år som hela Lorestan i nuvarande Iran och Irak styrdes av ärftliga vasaller (vali) benämndes alla stammarna i regionen för feylī. Den förste vasallen Hosein Khan Solvizi utnämndes av safaviderkungen Abbas den store. I början av 1800-talet förändrades dock situationen när Mohammad Ali Mirza, äldste son till qajarkungen Fath-Ali Shah Qajar och generalguvernör i Kermanshah tog Pish-e Kuh (den östra delen av Lorestan) och lämnade Posht-e Kuh (den västra delen) åt vasallen. Eftersom namnet feylī tidigare förknippats med Solvizi och hela Lorestan kom det hädanefter att enbart beteckna vissa luriska stammarna i Iran.